# Эльмира
Эльми́ра — женское имя. Имя Эльмира попало в русский из одного из западноевропейских языков, куда в свою очередь пришло от арабского Эмира/Амира — женской формы имени Эмир — «правитель», «повелитель». В 1920-е годы в СССР имя Эльмира было переосмыслено как производное от «ЭЛектрификация МИРА».